# Horace Rice
Horace Baldwin Rice (Sydney, 5 settembre 1872 – Sydney, 18 gennaio 1950) è stato un tennista australiano.

## Carriera
Ha ottenuto i risultati migliori nello Slam di casa, raggiunge infatti dieci finali nelle varie specialità conquistando il titolo una volta in singolare, due nel doppio e una nel doppio misto.
La sua carriera è stata interrotta dallo scoppio della prima guerra mondiale, agli Australasian Championships 1915 aveva infatti vinto il titolo nel doppio e raggiunto la finale nel singolare e, una volta riprese le competizioni nel 1919, ha raggiunto altre tre finali vincendo un titolo.
In Coppa Davis ha giocato due match con la squadra australiana perdendoli entrambi.

## Statistiche

### Singolare

#### Vittorie (21)
| Numero | Anno | Torneo                                          | Avversario in finale | Punteggio               |
| 1.     | 1899 | Metropolitan Championships, Sydney              |                      |                         |
| 2.     | 1900 | Metropolitan Championships, Sydney              |                      |                         |
| 3.     | 1900 | New South Wales Championships, Sydney           | Leslie Poidevin      | 6-0, 6-1, 3-6, 6-4      |
| 4.     | 1901 | Metropolitan Championships, Sydney              |                      |                         |
| 5.     | 1901 | Queensland Championships, Brisbane              |                      |                         |
| 6.     | 1901 | Victorian Hard Court Championships, Melbourne   |                      |                         |
| 7.     | 1903 | Metropolitan Championships, Sydney              |                      |                         |
| 8.     | 1905 | Metropolitan Championships, Sydney              |                      |                         |
| 9.     | 1907 | Australian Championships, Brisbane              | Harry Parker         | 6–3, 6–4, 6–4           |
| 10.    | 1907 | Metropolitan Championships, Sydney              |                      |                         |
| 11.    | 1907 | New South Wales Championships, Sydney           | Harry Parker         | 6-4, 6-3, 3-6, 5-7, 6-1 |
| 12.    | 1907 | Queensland Championships, Brisbane              |                      |                         |
| 13.    | 1908 | Metropolitan Championships, Sydney              |                      |                         |
| 14.    | 1911 | Metropolitan Championships, Sydney              |                      |                         |
| 15.    | 1911 | Queensland Championships, Brisbane              |                      |                         |
| 16.    | 1912 | Queensland Championships, Brisbane              |                      |                         |
| 17.    | 1913 | Scotland Championships, Bridge of Allan         |                      |                         |
| 18.    | 1914 | South Australian Championships, Adelaide        | Roy Taylor           | 6-3, 5-7, 2-6, 6-1, 6-2 |
| 19.    | 1915 | South Australian Championships, Adelaide        | Ronald V. Thomas     | 7-5, 9-7, 2-6, 6-0      |
| 20.    | 1921 | New South Wales Hard Court Championships, Dubbo |                      |                         |
| 21.    | 1922 | Queensland Championships, Brisbane              |                      |                         |

### Doppio

#### Vittorie (2)
| Numero | Anno | Torneo                    | Compagno        | Avversari in finale      | Punteggio          |
| 1.     | 1910 | Australian Open, Adelaide | Ashley Campbell | Rodney Heath James O'Day | 6-3, 6-3, 6-2      |
| 2.     | 1915 | Australian Open, Brisbane | Clarence Todd   | Gordon Lowe Bert St John | 8-6, 6-4, 7-9, 6-3 |

### Doppio misto

#### Vittorie (7)
| Numero | Anno | Torneo                                | Compagna            | Avversari in finale               | Punteggio     |
| 1.     | 1901 | New South Wales Championships, Sydney | Rose Payten         | Edwards Miss Dransfield           | 6-3, 6-3      |
| 2.     | 1902 | New South Wales Championships, Sydney | Rose Payten         | Mr Jones Miss Dransfield          | 6-4, 6-3      |
| 3.     | 1903 | New South Wales Championships, Sydney | Rose Payten         | W. Wright Miss Bremer             | 6-4, 6-2      |
| 4.     | 1904 | New South Wales Championships, Sydney | Rose Payten         | S. Jones Miss Jones               | 7-5, 6-1      |
| 5.     | 1907 | New South Wales Championships, Sydney | Rose Payten         | S. Jones Miss Jones               | 6-3, 6-4      |
| 6.     | 1908 | New South Wales Championships, Sydney | Annie Kellet-Baker  | Rose Payten A.B. Jones            | Abbandono     |
| 7.     | 1923 | Australian Open, Brisbane             | Sylvia Lance Harper | Margaret Molesworth Bert St. John | 2-6, 6-4, 6-4 |